# Vaucouleurs
Vaucouleurs egy kisváros Lotaringia régióban, Meuse megyében, Franciaország északkeleti területén.

## Földrajza
Vaucouleurs a Maas (Meuse) völgyében fekszik a folyó bal partján, megközelítőleg 20 kilométerre délnyugatra Toultól.

## Demográfia
| Év   | Lakosság |
| ---- | -------- |
| 1962 | 3041     |
| 1968 | 2846     |
| 1975 | 2554     |
| 1982 | 2511     |

| Év   | Lakosság |
| ---- | -------- |
| 1990 | 2401     |
| 1999 | 2293     |
| 2007 | 2083     |
| 2010 | 2054     |

## Nevezetességei
- Saint-Laurent templom, 1782 és 1785 között épült
- a városháza (1847-1848 között épült) egy Jeanne d’Arc témájú múzeummal
- egy bronz öntvény, mely Jeanne d'Arc-ot lovon ábrázolja; először 1951-ben Algírban, majd 1966-ban véglegesen Vaucouleurs-ben állítottak ki
- az öreg vár, benne a kripta és a kápolna (1923-ban rekonstruálták), ahol egy 13. századi Mária-szobor található
- a vár kápolnája mellett áll az 1733-ban helyreállított francia kapu (Porte de France)

## Híres személyek
- Madame du Barry Vaucouleurs-ben született 1743-ban Jeanne Bécu néven

## Testvérvárosai
- Neidenstein, Németország